# Лапанув (гмина)
Гмина Лапанув (пол. Gmina Łapanów)  —  сельская гмина (волость) в Польше, входит как административная единица в Бохнявский повет,  Малопольское воеводство. Население 7443 человек (на 2004 год).

## Демография
Данные по переписи 2004 года:
| Перепись                         | Всего   | Всего | Женщины | Женщины | Мужчины | Мужчины |
| -------------------------------- | ------- | ----- | ------- | ------- | ------- | ------- |
| Единицы                          | человек | %     | человек | %       | человек | %       |
| Население                        | 7443    | 100   | 3693    | 49,6    | 3750    | 50,4    |
| Плотность населения (чел./кв.км) | 104,6   | 104,6 | 51,9    | 51,9    | 52,7    | 52,7    |

## Сельские округа
1. Бочув
2. Бжезова
3. Хростова
4. Цихавка
5. Грабе
6. Камык
7. Кемпанув
8. Кобылец
9. Любомеж
10. Лапанув
11. Соболюв
12. Тарнава
13. Убжеж
14. Верушице
15. Воля-Верушицка
16. Волица
17. Збыднюв

## Соседние гмины
1. Гмина Бохня
2. Гмина Гдув
3. Гмина Йодловник
4. Гмина Лиманова
5. Гмина Рацеховице
6. Гмина Тшчана